# Le Meillard
Le Meillard település Franciaországban, Somme megyében. Lakosainak száma 153 fő (2022. január 1.). Le Meillard Béalcourt, Bernaville, Boisbergues, Frohen-sur-Authie, Heuzecourt, Mézerolles és Outrebois községekkel határos.

## Népesség
A település népességének változása:
| Lakosok száma | 157  | 153  | 158  | 154  | 155  | 155  | 153  | 151  | 153  |
|               | 2013 | 2015 | 2016 | 2017 | 2018 | 2019 | 2020 | 2021 | 2022 |